# Han Lammers
Johannes Christiaan Jan (Han) Lammers (Amsterdam, 10 september 1931 – Alkmaar, 5 juli 2000) was een Nederlands journalist, politicus en bestuurder.

## Carrière
Lammers was als journalist werkzaam voor het ANP, het Algemeen Dagblad, Vrij Nederland en De Groene Amsterdammer, voordat hij in 1970 voor de PvdA gemeenteraadslid en wethouder werd in de gemeente Amsterdam. In 1965 was hij samen met de econoom Hans van den Doel initiatiefnemer van de oprichting van de vernieuwingsbeweging Nieuw Links. Lammers maakte zich sterk voor de erkenning van de DDR en was lid van de Vereniging Nederland-DDR.
Als Amsterdams wethouder voor stadsontwikkeling gaf Lammers de eerste aanzet tot stadsvernieuwing. In eerste instantie blokkeerde hij nog de plannen van zijn voorgangers om een groot deel van de Jordaan te slopen, maar na 1972 liet hij zijn verzet tegen de sloopplannen voor de Amsterdamse binnenstad varen. Opknappen van de buurten zag hij niet meer als een optie, daarom liet hij plannen maken voor de sloop van hele woonwijken. Compleet nieuwe woonwijken zouden uit de grond worden gestampt met een heel ander stratenplan. Groepen bewoners van de buurten waren tegen Lammers' plannen. In deze buurten kwamen actiegroepen tot stand die uiteindelijk met succes dit model van stadsvernieuwing zouden bestrijden.
Lammers was ook nauw betrokken bij de aanleg van de Oostlijn van de Amsterdamse metro. Hij kreeg in 1975 de woede over zich heen van bewoners van de Nieuwmarktbuurt tijdens de ontruiming en sloop van woningen in deze buurt, hetgeen leidde tot de Nieuwmarktrellen. Ondanks al het verzet bleef Lammers overtuigd van de noodzaak van de aanleg van de metro: "Noodzakelijke dingen gebeuren altijd", aldus Lammers. Hij trotseerde het verzet van buurtbewoners en krakers en zette de aanleg van de metro door.

### Na zijn wethouderschap
Van 1976 tot 1984 was Lammers landdrost van het Openbaar Lichaam Zuidelijke IJsselmeerpolders, deel van de latere provincie Flevoland. Van 1984 tot 1986 was hij burgemeester van de gemeente Almere en van 1986 tot 1996 commissaris van de Koningin van de provincie Flevoland. Na zijn pensioen was hij in 1998 (na het aftreden van Hans Ouwerkerk) nog korte tijd waarnemend burgemeester van Groningen.

## Privé
Lammers was van oorsprong gereformeerd, maar brak later met zijn religieuze achtergrond. In zijn vrije tijd was hij een niet onverdienstelijk organist.